# North City (Washington)
North City es un área no incorporada ubicada en el condado de King en el estado estadounidense de Washington.

## Geografía
North City se encuentra ubicado en las coordenadas 47°45′20″N 122°18′48″O / 47.75556, -122.31333.